# Université Washington de Saint-Louis
L'université Washington de Saint-Louis (Washington University in St. Louis, en anglais) est une université américaine fondée il y a plus de 160 ans en 1853.   
Elle est classée 14e des universités américaines et elle est la 7e plus sélective des États-Unis, selon U.S. News & World Report. L'université est classée 30e du monde selon le classement académique des universités mondiales.    
Au total 22 prix Nobel sont sortis de ses rangs.    

## Historique

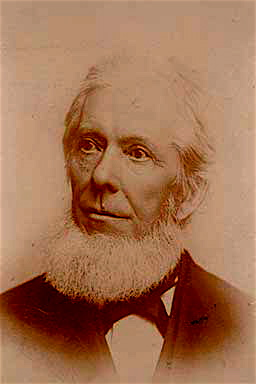
William Greenleaf Eliot, cofondateur de l'université.

L'université Washington a passé son premier demi-siècle proche du district historique de Washington Avenue. Dans les années 1890, en raison de son expansion spectaculaire et grâce à un nouveau bienfaiteur (Robert Brookings), l'université a commencé à se déplacer à l'ouest dans la ville de Saint-Louis. En 1899, l'université a ouvert un concours national de conception pour son nouveau campus. La firme d'architectes de Philadelphie Cope & Stewardson l'a remporté à l'unanimité pour son projet d'architecture gothique inspirée des universités d'Oxford, de Cambridge et Yale.

### Premiers prix Nobel
En 1922, Arthur Compton, alors jeune professeur de physique au sein de cette université a mené une série d'expériences dans le sous-sol du campus et a réussi à démontrer le concept de rayonnement électromagnétique de particules. La découverte de Compton, connue sous le nom d'« effet Compton », lui a valu le prix Nobel de physique en 1927. 
Pendant la Seconde Guerre mondiale, dans le cadre du projet Manhattan, un cyclotron de l'université Washington a été utilisé pour produire de petites quantités de plutonium, élément nouvellement découvert.
En 1947, Gerty Theresa Cori, professeur au sein de l'École de médecine de l'université, devient la première femme américaine à remporter le prix Nobel de physiologie-médecine et troisième femme, toutes nationalités confondues (après Marie Curie et Irène Joliot-Curie), à recevoir un prix Nobel de science.

### Développement et renommée

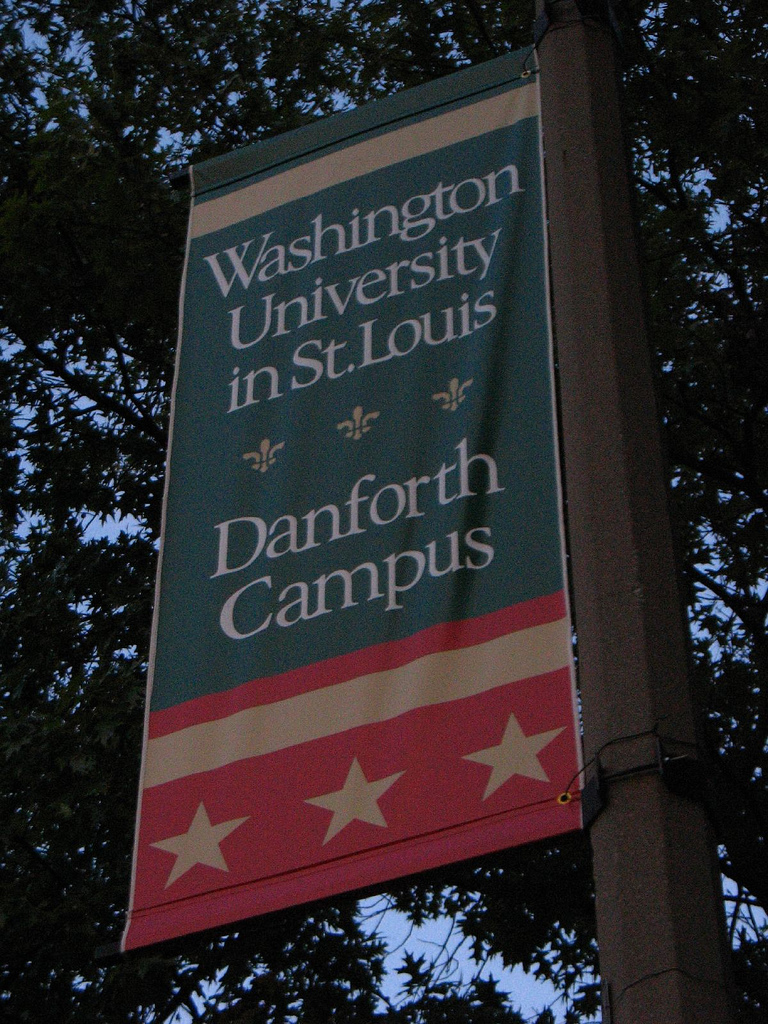

Au cours de la seconde moitié du XXe siècle, l'université Washington est devenue une institution de recherche de renom. Elle a augmenté sa chaire de nouveaux professeurs, a obtenu une dotation de 1,72 milliard de dollars, et a triplé le montant de ses bourses d'études. En 1995, Mark S. Wrighton, professeur au MIT, a été élu 14e chancelier de l'université. Pendant son mandat les candidatures à l'université Washington ont plus que doublé et 30 nouveaux bâtiments ont été construits. 
La montée en puissance de la réputation de l'université Washington a coïncidé avec une série de collectes de fonds record au cours des trois dernières décennies. 
De 1983 à 1987, durant la campagne « Alliance pour l'université Washington », elle a levé 630 500 000 dollars, devenant alors la collecte de fonds la plus réussie dans l'histoire des États-Unis.
L'université abrite le Plasti(K) Pavilion réalisé par l'architecte et designer Marc Fornes.

### Débats de la présidence et vice-présidence des États-Unis

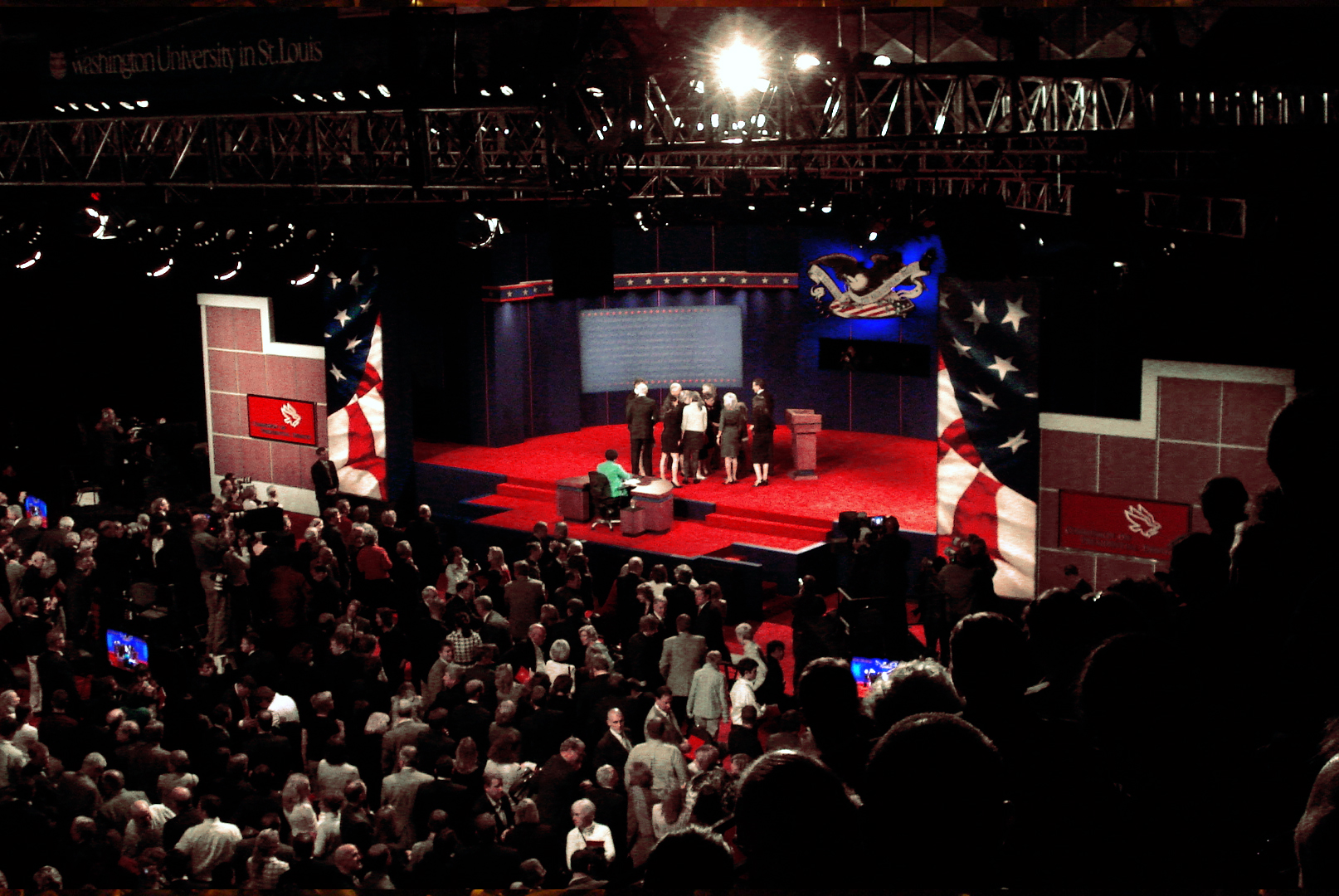
Débat entre Sarah Palin et Joe Biden en 2008.

L'université Washington fut, dans toute l'histoire, celle qui a le plus de fois été sélectionnée par la Commission des débats présidentiels pour accueillir les débats de la présidence et de la vice-présidence des États-Unis.  
Ces débats télévisés ont eu lieu à l'université en 1992, 1996, 2000, 2004 et 2008 et 2016.   
En 1992, l'université a reçu les candidats à la présidentielle Bill Clinton et George W. Bush. 
En 2000, George W. Bush et Al Gore sont venus débattre.  
George W. Bush a ensuite débattu avec John Kerry sur le campus de l'université, lors de l'élection présidentielle de 2004.
En 2008, toujours dans les locaux de l'université, a été organisé le débat télévisé entre les candidats à la vice-présidence, Sarah Palin et Joe Biden.
En 2016, Donald Trump et Hillary Clinton sont venus débattre pour le second débat télévisé de l'élection présidentielle.

## Personnalités liées à l'université

### Professeurs
- Mary Jo Bang, poète et traductrice.
- William Masters et Virginia Johnson, gynécologue et sexologue.
- Mildred Trotter, anthropologue et anatomiste
- Arthur Sze, poète, traducteur, universitaire.

### Étudiants
- Dwight F. Davis : fondateur de la Coupe Davis , et 49e secrétaire américain à la Défense
- David R. Francis (diplômé 1870) : secrétaire américain à l'Intérieur, maire de Saint-Louis (1885-1889), gouverneur du Missouri
- William H. Webster : 6e directeur du FBI et 14e directeur de la CIA
- Karmella Haynes : ingénieure biomédicale